# Байарена
Байарена е футболен стадион в германския град Леверкузен, на който домакинства Байер Леверкузен.

## История
Първоначално стадионът е познат като Улрих-Хаберланд-Щадион, кръстен на бивш председател на фармацевтичната компания Байер, която е основател на клуба. Стадионът е преименуван на Байарена през 1998 г.
През 1999 г. е завършен хотел залепен за стадиона, който има и стаи с гледка към терена. Комплексът около стадиона включва и луксозен ресторант, който също гледа към терена.
Първоначално Леверкузен е определен за един от домакините на Мондиал 2006 с разширяване на Байарена. В крайна сметка, градът, Байер Леверкузен и германският организационен комитет решават, че разширяването на стадиона до определените от ФИФА 40 000 места не е практично. Вместо това е одобрено Байарена да бъде мястото, където да тренира Германският национален отбор по време на финалите. Юрген Клинсман, бивш национален селекционер, обаче решава срещу Леверкузен и избира Берлин за тренировъчно място.

## Галерия
- Старата Байарена
- схема на Байарена
- Старата Байарена